# Crémarest
Crémarest település Franciaországban, Pas-de-Calais megyében. Lakosainak száma 802 fő (2022. január 1.). Crémarest Alincthun, Wirwignes, Baincthun, Bellebrune, Bournonville és Desvres községekkel határos.

## Népesség
A település népességének változása:
| Lakosok száma | 805  | 786  | 786  | 789  | 793  | 796  | 804  | 802  |
|               | 2013 | 2015 | 2017 | 2018 | 2019 | 2020 | 2021 | 2022 |